# Schlacht bei Talavera (1936)
Gijón –
Oviedo –
Alcázar von Toledo –
Mérida –
Badajoz –
Guipúzcoa –
Mallorca –
Sierra Guadalupe –
Talavera de la Reina –
Madrid –
Straße nach Coruña –
Málaga –
Jarama –
Guadalajara –
Krieg im Norden (Durango, Guernica, Santander) –
Brunete –
Belchite –
Teruel –
Cabo de Palos –
Aragon –
Ebro –
Katalonien
Die Schlacht von Talavera de la Reina fand auf dem „Marsch nach Madrid“ der Nationalisten während des Spanischen Bürgerkriegs am 3. September 1936 statt und war der letzte Versuch der republikanischen Regierung, den vorrückenden Truppen Francos den Weg nach Madrid bei Talavera de la Reina zu versperren.

## Vorgeschichte
Bereits am 31. August konnten die Nationalisten die Stadt Oropesa, ca. 20 Kilometer westlich von Talavera de la Reina, einnehmen. In den ersten Tagen des Septembers 1936 kam es nach der Einnahme der Stadt Oropesa zur Schlacht in der Sierra Guadalupe. Hierbei wurden die republikanischen Truppen geschlagen und zogen sich nun in befestigte Stellungen in den Anhöhen oberhalb von Talavera zurück. General Riquelme versuchte, zusammen mit dem kommunistischen Milizführer Juan Modesto, zu vermeiden, dass seine republikanischen Truppen den Nationalisten wieder auf offenem Gelände entgegentreten mussten. Er zog etwa 10.000 Mann in Talavera de la Reina zusammen und eine große Anzahl Artilleriegeschütze und ein Panzerzug standen ihm zur Verfügung.

## Die Schlacht
Die Nationalisten waren in der Zwischenzeit pausenlos mehrere hundert Kilometer vorgestoßen. General Yagüe nutzte die Gunst der Stunde und teilte seine Truppen in zwei Kolonnen. Er befahl den beiden Truppenkommandanten Oberst Asensio und Major Castejón gleichzeitig Flankenstellungen der Republikaner in den Anhöhen Talavera de la Reina anzugreifen. Am 2. September 1936 erreichten die Nationalisten die Stadt Talavera de la Reina. Den nationalistischen Truppen gelang es rasch, den Flugplatz und Bahnhof zu erobern. Gegen Mittag begann der Angriff der Nationalisten auf das Stadtzentrum. Nach einigen kleineren Straßengefechten gelang es ihnen am frühen Nachmittag Talavera de la Reina einzunehmen. Zum wiederholten Mal flüchteten die republikanischen Milizen vor dem Feind, im Wissen, dass ihnen bei Gefangennahme die Todesstrafe drohte. Als am Abend der Unterstaatssekretär im Madrider Kriegsministerium, Juan Hernández Saravia, in Talavera de la Reina anrief, meldete sich ein marokkanischer Legionär.

## Folgen
Der Angriff forderte etwa 1.000 Verwundete und Tote auf nationalistischer Seite und etwa 500 auf republikanischer Seite. Die Republikaner verloren auch 42 Artilleriegeschütze. Das Truppenkontingent von General Yagüe war nach der Schlacht von Talavera de la Reina zu geschwächt, um die Offensive auf Madrid fortzusetzen. Für die Republikaner bedeutete diese Niederlage, dass ihre Stellungen in den Anhöhen Talavera de la Reina zur Verteidigung Madrids durchbrochen wurden. Bereits nach 2 Monaten erreichten die Nationalisten über die Tiefebene des Tajo die westlichen Vororte von Madrid.